# Antonieta
Antonieta is een Spaans-Frans-Mexicaanse dramafilm uit 1982 onder regie van Carlos Saura.

## Verhaal
Anna is een Franse psychologe, die onderzoek doet naar beroemde vrouwen die zelfmoord hebben gepleegd. Zo stuit ze op de zaak van de Mexicaanse schrijfster Antonieta Rivas Mercado, die in 1931 zelfmoord pleegde in de Notre-Dame van Parijs. Ze raakt geboeid door het leven van de schrijfster en besluit naar Mexico te reizen om de gebeurtenissen te reconstrueren.

## Rolverdeling
| Acteur              | Personage               |
| ------------------- | ----------------------- |
| Isabelle Adjani     | Antonieta Rivas Mercado |
| Hanna Schygulla     | Anna                    |
| Ignacio López Tarso | Vargas                  |
| Carlos Bracho       | José Vasconcelos        |
| Gonzalo Vega        | Manuel Rodríguez Lozano |
| Bruno Rey           | Álvaro Obregón          |
| Fernando Balzaretti | Secretaris              |
| Víctor Junco        | Porfirio Díaz           |
| Víctor Alcocer      | Orado                   |
| Narciso Busquets    | Architect               |
| José Lavat          | Man van Antonieta       |
| Héctor Alterio      | León                    |
| María Montaño       | Carmen Mondragón        |
| Fernando Palavicini | Vriend                  |
| Enrique Beraza      | Assistent               |